# 皮索涅
皮索涅（義大利語：Pisogne），是意大利布雷西亚省的一个市镇。总面积47平方公里，人口8103人，人口密度172.4人/平方公里（2009年）。国家统计（ISTAT）代码为017143。